# Spencer Brown
Pour les articles homonymes, voir Brown.
(en) Statistiques sur pro-football-reference
Spencer Brown, né le 28 février 1998 à Lenox en Iowa, est un joueur professionnel américain de football américain.
Il joue au poste de offensive tackle pour la franchise des Bills de Buffalo dans la National Football League (NFL) depuis 2021.

## Biographie
Spencer fait sa carrière universitaire avec les Panthers de Northern Iowa, où il se fait remarquer. Ceci lui permet d'être choisit par les Bills de Buffalo lors du troisième tour du draft. Durant l'été, il signe son premier contrat professionnel avec l'équipe. Au début octobre de sa saison recrue, Brown prend la place de Cody Ford, un lineman de troisième année, dans l'alignement partant des Bills. À la fin de la saison, les Bills relâche Daryl Williams, ce qui solidifie la position de Brown comme tackle partant des Bills pour les années à venir.
Le 6 septembre 2024, Brown signe une extension de quatre ans avec les Bills.